# Kaple svatého Josefa (Bělá pod Bezdězem)
Zámecká kaple svatého Josefa v Bělé pod Bezdězem je součástí místního zámku, který vznikl přestavbou někdejší středověké tvrze. Průčelí kaple se nachází ve východní zdi nádvoří zámku. V ose má bohatě orámovaný raně barokní portál, který vrcholí štítem. Nad vstupním portálem je vytesán letopočet 1629. Kaple je chráněna spolu s celým zámkem jako kulturní památka České republiky.

## Historie

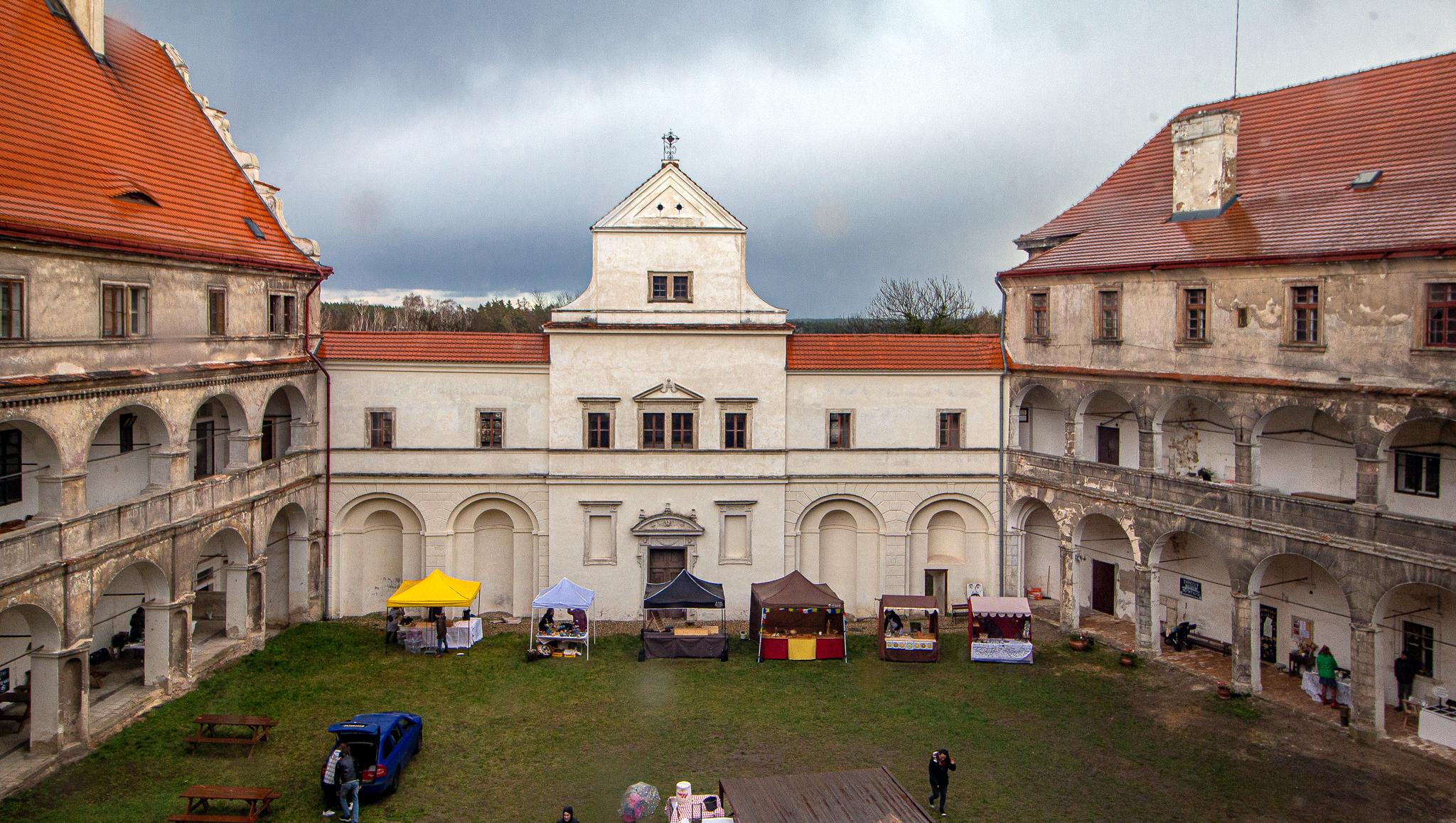
Portál kaple na nádvoří zámku

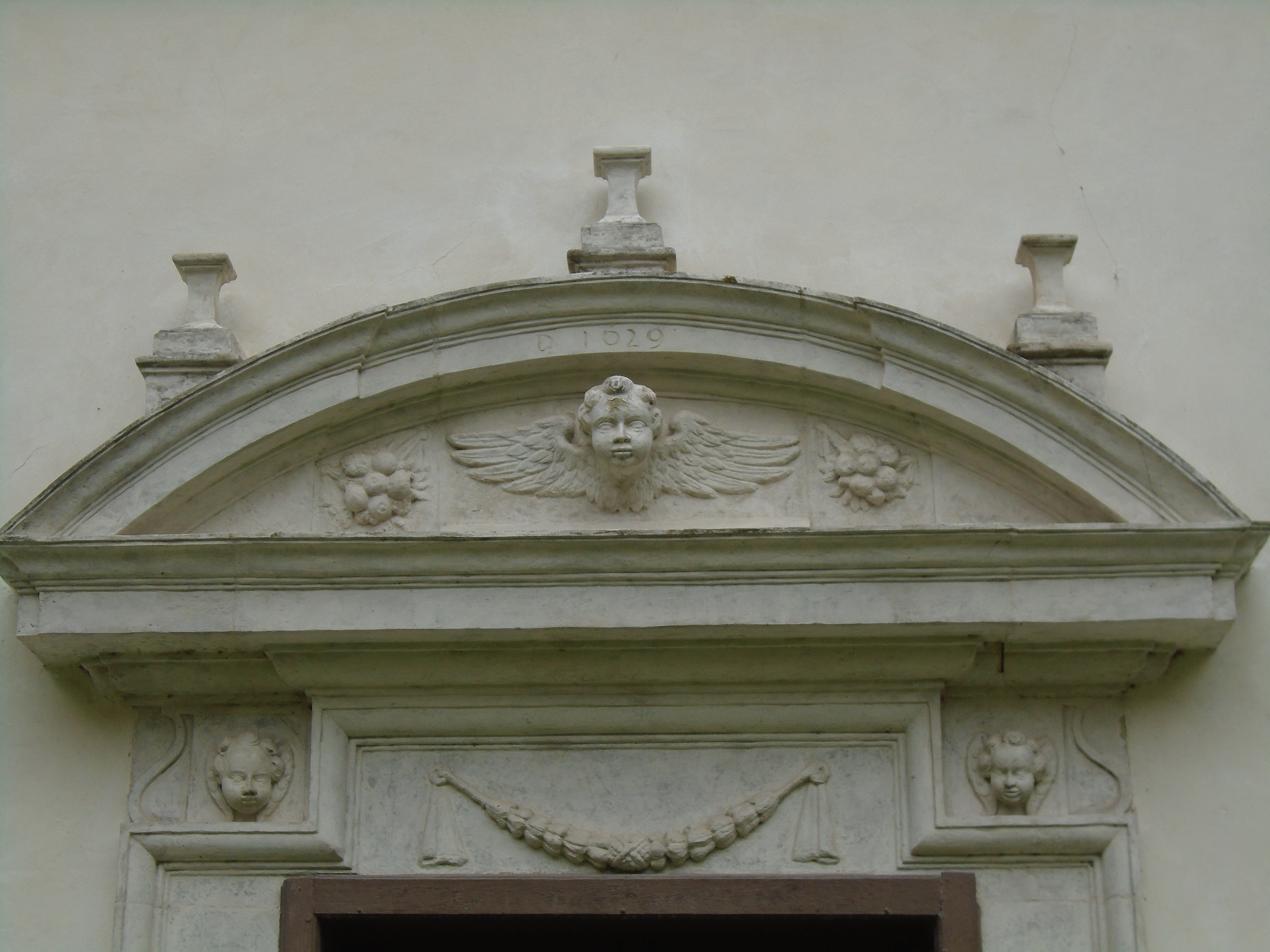
Detail portálu kaple s datací 1629

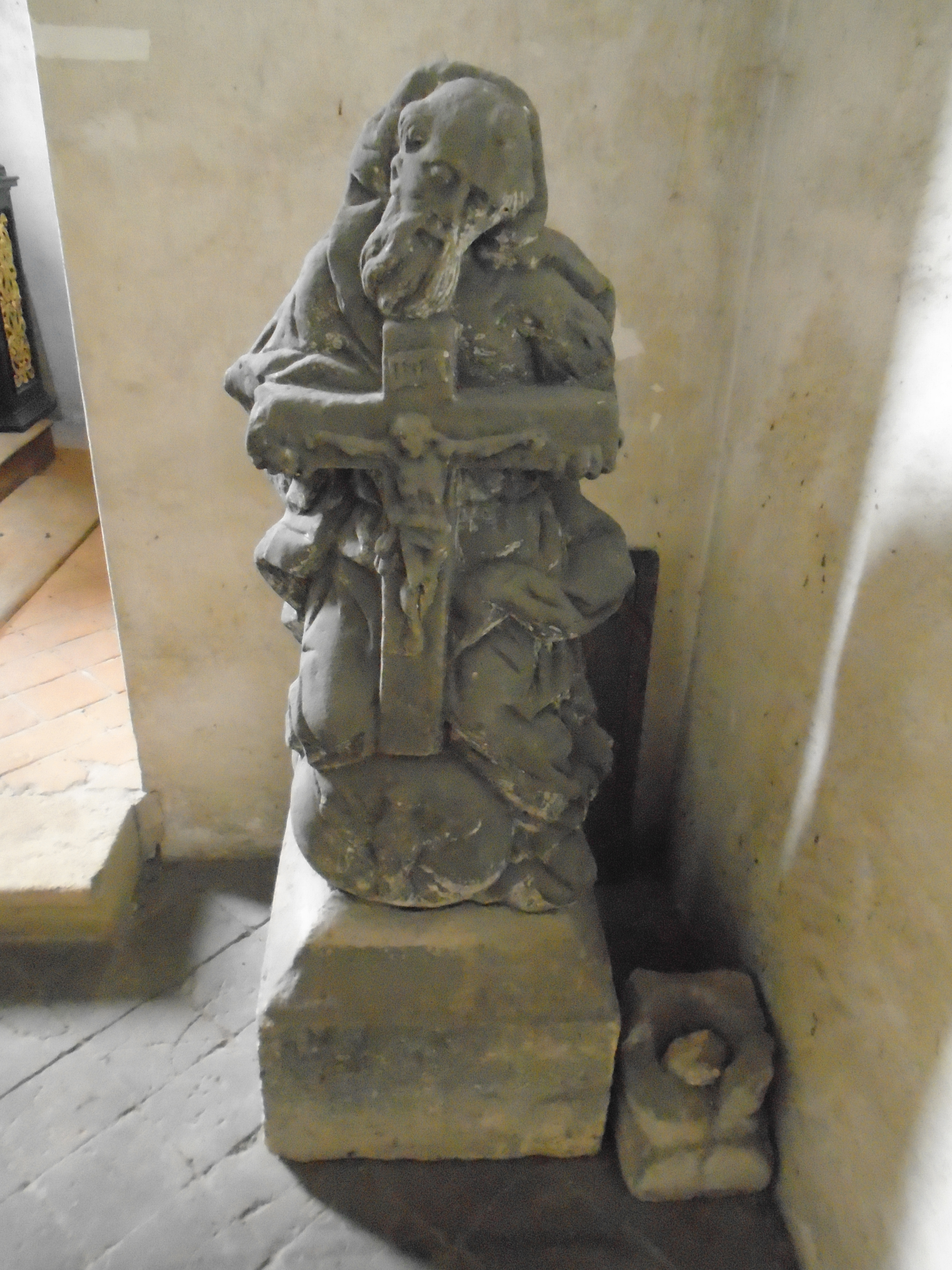
Socha Nejsvětější Trojice z roku 1798 v lodi kaple

Kapli nechal postavit Albrecht z Valdštejna a původně ji zasvětil úctě evangelisty sv. Marka. Někdy na počátku 18. století pak bylo patrocinium kaple změněno na dnešní svatojosefské. Zámek, včetně kaple, je majetkem města Bělá pod Bezdězem. Díky městu a významné podpoře bělského muzea, které v zámku sídlí, byla v kapli na počátku 3. tisíciletí obnovena tradice pravidelných bohoslužeb. Hlavní poutní slavnost se v zámecké kapli koná v blízkosti svátku sv. Josefa, tj. 19. března. Navíc je každoročně oslavován i svátek sv. Josefa Dělníka, připadající na 1. květen.

## Architektura
Kaple je obdélná a má půlkruhově uzavřený presbytář (o poloměru 2,65 m). Po její severní straně se nachází sakristie. Stěny jsou zevně zdobeny šedým rustikovým sgrafitem. Téměř čtvercová loď (délka 7,9 m, šířka 7,2 m) má valenou klenbu. Presbytář kaple je sklenut konchou. V západní části jsou dvě dřevěné malované kruchty na sebou. Dolní kruchta spočívá na dřevěných tordovaných (šroubovitě stáčených) sloupcích.

## Zařízení
Hlavní oltář je raně barokní a pochází z období kolem roku 1670. Je portálový a v dolní části má obraz sv. Josefa, v horní části oltáře se nachází obraz Anděla strážce. Oba obrazy pocházejí ze 2. poloviny 18. století. Lavice jsou raně barokní z období kolem roku 1660 s bohatým volutovým ornamentem. Pod kruchtou je uložen kovaný kříž ze třetí čtvrtiny 18. století a po straně vítězného oblouku kamenné sousoší Nejsvětější Trojice z roku 1798, které původně stávalo při silnici vedoucí do Doks a poté bylo umístěno na hřbitov.